# 36. Infanterie-Division (mot.) (Wehrmacht)
Die 36. Infanterie-Division, ab dem 1. November 1940 36. Infanterie Division (mot.), ab dem 3. August 1944 36. Grenadier-Division und ab dem 9. Oktober 1944 36. Volksgrenadier-Division, war ein militärischer Großverband der Wehrmacht, der vor dem Zweiten Weltkrieg aufgestellt wurde und in diesem bis zum Kriegsende eingesetzt wurde.

## 36. Infanterie Division

### Aufstellung
Die Division wurde am 1. Oktober 1936 in Kaiserslautern aufgestellt und im August 1939 als Teil der 1. Welle mobilisiert.

### Westwall
Durch den Kriegsbeginn am 1. September 1939 mit den Angriffsoperationen in Polen folgte der Einsatz dieser Division zur Sicherung der Westgrenze gegen einen möglichen Angriff aus Frankreich in den Bunkern des Westwalls.

## 36. Infanterie Division (mot.)

### Aufstellung durch Umgliederung
Die Umgliederung zur 36. Infanterie-Division (mot.) erfolgte am 1. November 1940.

### Frankreichfeldzug
Am 14. Mai 1940 griff die Division, zusammen mit der 76. ID und der 299. ID den Sektor Verdun an.

### Unternehmen Barbarossa
Im Juni 1941 nahm die Division als Teil der Heeresgruppe Nord  im Rahmen des Unternehmens Barbarossa am Überfall auf die Sowjetunion teil. Am 26. Juni 1941 vernichtete sie zusammen mit der 1. und 6. Panzer-Division in der Schlacht von Raseiniai an der Dubysa einen Großteil der sowjetischen Panzerkräfte im Baltikum. Im Juli 1941 durchstieß sie die Stalinlinie und nahm die Stadt Ostrow als bedeutenden Verkehrspunkt auf dem Weg nach Leningrad. Als Teil des XXXXI. Armeekorps (mot.) (General Reinhardt) kämpfte die Division vor Leningrad. Beim Sturm der Ischorastellung im September 1941 kurz vor Leningrad spielte die Division eine tragende Rolle. Das Infanterieregiment 118 nahm dabei in Zusammenarbeit mit Sturzkampfbombern die taktisch bedeutsamen Duderhofer Höhen.
Danach wurde die Division mit dem übergeordneten Generalkommando XXXXI. zur Heeresgruppe Mitte verlegt, um am Angriff auf Moskau teilzunehmen. Bis Anfang Dezember verstärkt mit der Lehrbrigade (mot.) 900, wurde der Raum Kalinin und den Wolgastausee (Moskauer Meer) erreicht. Am 6. Dezember brachen im Abschnitt der Division sowjetische Skibataillone durch, die bei polaren Temperaturen und großen Ausfällen bekämpft werden mussten. Nachdem die 3. Panzerarmee gezwungen war den Frontbogen von Klin aufzugeben, musste sich die Division zuerst auf die Waldstellungen nördlich von Klin und danach in Richtung auf Sytschowka zurückziehen.
Im Januar 1942 verteidigte sie während der Schlacht von Rschew bei Bor und Baranowa und kam mehrere Monate in den Befehlsbereich der 9. Armee. Im Winter 1942/43 wehrte sie wieder der 3. Panzerarmee unterstellt, mehrere sowjetische Offensiven auf die Linie Rschew–Sytschowka ab. Im Frühjahr 1943 war sie am Ausbau der rückwärtigen Gschatsk-Stellung beteiligt und nahm am „Unternehmen Büffelbewegung“, der Räumung des Rschewer Frontbogens, teil. Ab dem 24. März 1943 diente sie als Reserve der 9. Armee bei Dorogobusch. Am 1. Mai 1943 wurde die Division demotorisiert und fiel wieder auf den Status einer normalen Infanteriedivision zurück. Im November 1943 wurde sie durch das Eingliedern der Divisions-Gruppe 268 verstärkt.

### Untergang der 36. Infanterie Division (mot.) 1944
Im Juni 1944 wurde die Division während der sowjetischen Sommeroffensive im Rahmen der Operation Bagration bei Bobruisk nahezu vollständig zerschlagen.

## 36. Grenadier-Division

### Aufstellung mit Eingliederung von Resten 36. ID (mot.)
Am 3. August 1944 wurde die Neuaufstellung als 36. Grenadier-Division vom OKH angewiesen. Die verbliebenen Reste der Division, die sich aus dem Raum Bobruisk in Kampfgruppenstärke zu den eigenen Linien durchgeschlagen hatten, wurden hierfür auf dem Truppenübungsplatz Baumholder verlegt. Bis zum 15. September 1944 erfolgte die Zuführung von Ersatztruppen aus dem Reichsgebiet, danach galt der Verband als wieder aufgestellt. Noch im September 1944 wurde der Verband ins Elsaß geschickt, um gegen die alliierten Vorstöße zum Einsatz zu kommen.
Der erste Einsatz erfolgte an der Maas etwas nördlich von Metz.

## 36. Volksgrenadier-Division

### Aufstellung durch Umbenennung
Im Einsatz stehend wurde der neue aufgestellte Großverband am 9. Oktober 1944 zur 36. Volksgrenadier-Division umbenannt und erhielt neue Truppenteile. So wurde das Füsilier-Bataillon 36, die Panzerjäger-Abteilung 36 und die Nachrichten-Abteilung 36 ergänzt.
Es folgten Rückzugskämpfe bis in die Saarpfalz. Im Warndt-Wald wurde eine Stellung bezogen, die bis in den Januar 1945 gehalten werden konnte. Die alliierte Offensive im Rheinland führte dazu, dass auch der Raum südlich von Saarlautern nicht mehr gehalten werden konnte. Die Division führte eine Absetzbewegung zum Rhein nördlich von Worms durch. Nach einem kurzen Abwehrkampf in diesem Bereich folgten weitere Absetzbewegungen durch das nördliche Württemberg bis nach Aschaffenburg. Die schnell folgenden, jedoch weniger stark konzentrierten gegnerischen Kräfte konnten hier nochmal für einige Zeit aufgehalten werden.
Bei der Schlacht um Aschaffenburg startete man am frühen Morgen des 30. März 1945 bei Schweinheim eine Gegenoffensive auf einen Brückenkopf der US-Streitkräfte. Nach anfänglich großem Geländegewinn brach die Offensive jedoch im Laufe des Vormittags zusammen. Aufgrund der hinzueilenden alliierten Verstärkungen musste  die 36. bis zum Mittag unter schweren Verlusten den Rückzug antreten.
Im April 1945 war der Druck durch die nachrückenden alliierten Verbände derart groß, dass die Division zum Ausweichen nach Oberbayern gezwungen war.

### Kapitulation
Die Kapitulation erfolgte im Raum Traunstein und Teisendorf gegenüber amerikanischen Truppen.

## Kommandeure
| Dienstzeit                              | Dienstgrad                   | Name               |
| --------------------------------------- | ---------------------------- | ------------------ |
| 01. September 1939 bis 25. Oktober 1940 | Generalleutnant              | Georg Lindemann    |
| 25. Oktober 1940 bis Oktober 1941       | Generalmajor/Generalleutnant | Otto Ottenbacher   |
| 15. Oktober 1941 bis Juni 1943          | Generalleutnant              | Hans Gollnick      |
| Juni bis 1. August 1943                 | General der Infanterie       | Hans Gollnick      |
| 01. bis 10. August 1943                 | Generalleutnant              | Rudolf Stegmann    |
| 10. August bis 20. September 1943       | Generalmajor                 | Gottfried Frölich  |
| 20. September 1943 bis 1. Januar 1944   | Generalleutnant              | Rudolf Stegmann    |
| 01. bis 17. Januar 1944                 | Generalmajor                 | Horst Kadgien      |
| 17. bis 19. Januar 1944                 | Generalleutnant              | Egon von Neindorff |
| 19. Januar bis 1. Juli 1944             | Generalmajor                 | Alexander Conrady  |

## Auszeichnungen
Insgesamt wurden 25 Angehörige der Division mit dem Ritterkreuz ausgezeichnet und 109 mit dem Deutschen Kreuz in Gold.

## Gliederung
| 1939                                                    | 1943–1944                |
| Infanterie-Regiment 70                                  | Divisions-Gruppe 268     |
| Infanterie-Regiment 87                                  | Grenadier-Regiment 87    |
| Infanterie-Regiment 118                                 | Grenadier-Regiment 118   |
| Artillerie-Regiment 36                                  | Artillerie-Regiment 268  |
| Panzerabwehr-Abteilung 36                               | Panzerjäger-Abteilung 36 |
| Pionier-Bataillon 36                                    |                          |
| Nachrichten-Abteilung 36                                |                          |
| Kommandeur der Infanterie-Divisions-Nachschubtruppen 36 |                          |
| Aufklärungs-Abteilung 36                                |                          |
| Beobachtungs-Abteilung 36                               | –                        |
| Feldersatz-Bataillon 36                                 |                          |